# Ana Iturgaiz
Ana Iturgaiz Rodríguez (Guecho, Vizcaya, 17 de octubre de 1965) es una escritora española novelista y bibliotecaria.

## Biografía
Nació en Guecho (Vizcaya) el 17 de octubre de 1965. Estudió en la Universidad de Deusto. Es licenciada en Historia, pero su ámbito laboral ha estado vinculado a las bibliotecas y los archivos. Ha editado varios cuentos, todos ellos en varias antologías que pueden verse en su blog.

## Trayectoria
Trabaja de escritora y reside en Madrid desde los años 90. Escribe novela y relatos, algunos de los cuales han quedado finalistas en algunos certámenes. Su primera novela publicada Bajo las estrellas, (Vergara, 2012), (novela histórica), resultó finalista del Premio de Novela Romántica 2010, organizado por Ediciones B y El Rincón de la Novela Romántica. Su segunda novela, Acordes de seda, histórica, recibió el premio al mejor romance histórico 2013 que otorgó la revista Romántica’s*.Quedó finalista del I Concurso de Relato Corto Rincón de la Novela Romántica y del IV Certamen de Relatos Breves de RENFE. La editorial Rubeo ha incluido dos de sus relatos en sendas antologías.

## Obras
- Bajo las estrellas (2012).[3]
- Es por ti (2012).[3]
- Acordes de seda (2013).[3]
- Tu nombre al trasluz (2014).[3]
- Arriésgate por mí (2014).[4]
- La mirada de la ausencia (2018)
- El vuelo de la libélula (2021)

## Premios y reconocimientos
- Finalista del Premio de Novela Romántica 2010, organizado por Ediciones B y El Rincón de la Novela Romántica.
- Premio al mejor romance histórico 2013 otorgado por la revista Romántica[5]
- Finalista del I Concurso de Relato Corto Rincón de la Novela Romántica[6]
- Finalista en el IV Certamen de Relatos Breves de RENFE.[6]
- Premio "AIXE Getxo" 2019 del Ayuntamiento de Getxo.[7]